# Centre hospitalier de Saint-Denis
 (août 2018).
Le centre hospitalier de Saint-Denis est un hôpital public français comprenant deux sites : l'hôpital Delafontaine et l'hôpital Casanova.
D’une capacité un peu supérieure à 700 lits et places, il offre des services d’hospitalisation et de consultations en médecine, chirurgie, obstétrique (M.C.O), gériatrie et pédopsychiatrie.
Il est classé SAU (Service d'accueil des urgences) pour les urgences et dispose d’un service mobile d’urgences (SMUR) régulé par le Samu 93.
Il est également classé centre de périnatalité de niveau 3 pour la prise en charge de la mère et du nouveau-né.
En partenariat avec le conseil général, il administre :
- 2 établissements d’hébergement pour les personnes âgées hospitalisées dépendantes (EHPAD) ;
- un centre de protection maternelle et infantile (PMI) ;
- un centre de planification familiale.

En coordination avec le conseil régional, il gère deux écoles qui assurent des formations d’aides soignantes, infirmières, et puéricultrices. Dans le cadre d’un partenariat avec des radiologues privés, il exploite un scanner et une IRM.
Son activité d’hospitalisation, à l’exception de la psychiatrie, est assurée sur 2 sites : l’hôpital Delafontaine et l’hôpital Casanova.
Son activité de soins externes (urgences, consultations, examens) est proposée pour l’essentiel à l’hôpital Delafontaine, mais quelques consultations le sont également à l’hôpital Casanova qui accueille en particulier le centre de toxicomanie.
Les activités de pédopsychiatrie sont assurées sur une dizaine de sites sur l’agglomération Plaine commune.
En outre, le centre hospitalier héberge des structures extérieures :
- un centre privé d’hémodialyse,
- un dispensaire du conseil général,
- une antenne du Trésor public.

## Environnement

### Situation

#### L’offre de santé
Le centre hospitalier de Saint-Denis est un des 7 centres hospitaliers publics du département de la Seine-Saint-Denis (93). Il se retrouve à l’ouest du département sur un territoire de santé de 540 000 habitants qui comprend 2 hôpitaux publics et 9 cliniques privées. Le bassin d’attraction de l’établissement est d’environ 250 000 à 300 000 habitants.
Ce territoire de santé se caractérise par une densité médicale et paramédicale libérale inférieure à la moyenne régionale. En pédopsychiatrie, l’activité de l’établissement correspond à celle d’un des 5 inter-secteurs du département.

#### Un environnement urbain
Les sites du centre hospitalier sont tous basés en zone urbaine. L’hôpital Casanova est proche du centre ville dans le quartier dénommé Porte de Paris. L’hôpital Delafontaine est aux confins de quartiers de grandes cités et d’un habitat pavillonnaire (quartiers  « Cosmonautes » et « Joliot Curie-Saint-Rémy-Champ de courses »).

#### Un environnement multinational
Pour une moyenne de 20 % d’étrangers sur le département, la proportion peut atteindre 50 à 70 % dans certains quartiers proches du centre hospitalier. Cette situation fait du centre hospitalier de Saint-Denis un centre de référence pour la prise en charge des migrants et de leurs pathologies. Il attire des professionnels qui se destinent à l’humanitaire.

### Réseaux de santé de proximité
Les services de l’hôpital sont promoteurs et/ou participent à plusieurs réseaux de santé de proximité :
- réseaux avec les professionnels et associations à travers la maison de la santé de la ville de Saint-Denis ;
- réseau de périnatalité avec les centres de PMI du territoire et 2 cliniques : La Roseraie (Aubervilliers) et la clinique de l’Estrée (Stains);
- réseaux cancérologie (ONOF et Onconord) ;
- réseau de soins palliatifs (Arc-en-Ciel) ;
- réseau de gérontologie (Sillage).

## Histoire

### DuXIIIeauXIXesiècle: les Hôtels-Dieu sur la ville de Saint-Denis
La ville de Saint-Denis, proche de Paris, terre de passage dispose depuis des siècles de lieux d’hospitalité, d’accueil, de soins et d’enfermement dont les appellations et les fonctions sont parfois très éloignées de celles que nous connaissons aujourd’hui.

### XIIIesiècle: un Hôtel-Dieu à Saint-Denis et une léproserie
Le premier document attestant formellement de l’existence d’un hôtel-Dieu date de 1218 ; mais il est vraisemblable que des structures d’accueil des pèlerins et des indigents pré-existaient. Cette structure comportait 12 lits dont 7 lits d’hommes et 5 lits de femmes. La ville comptait aussi une léproserie destinée aux lépreux et aux malades contagieux.

### XVIIIesiècle: l'Hôtel-Dieu de Saint-Denis, plus un premier «hôpital» (prison) et un hôpital militaire

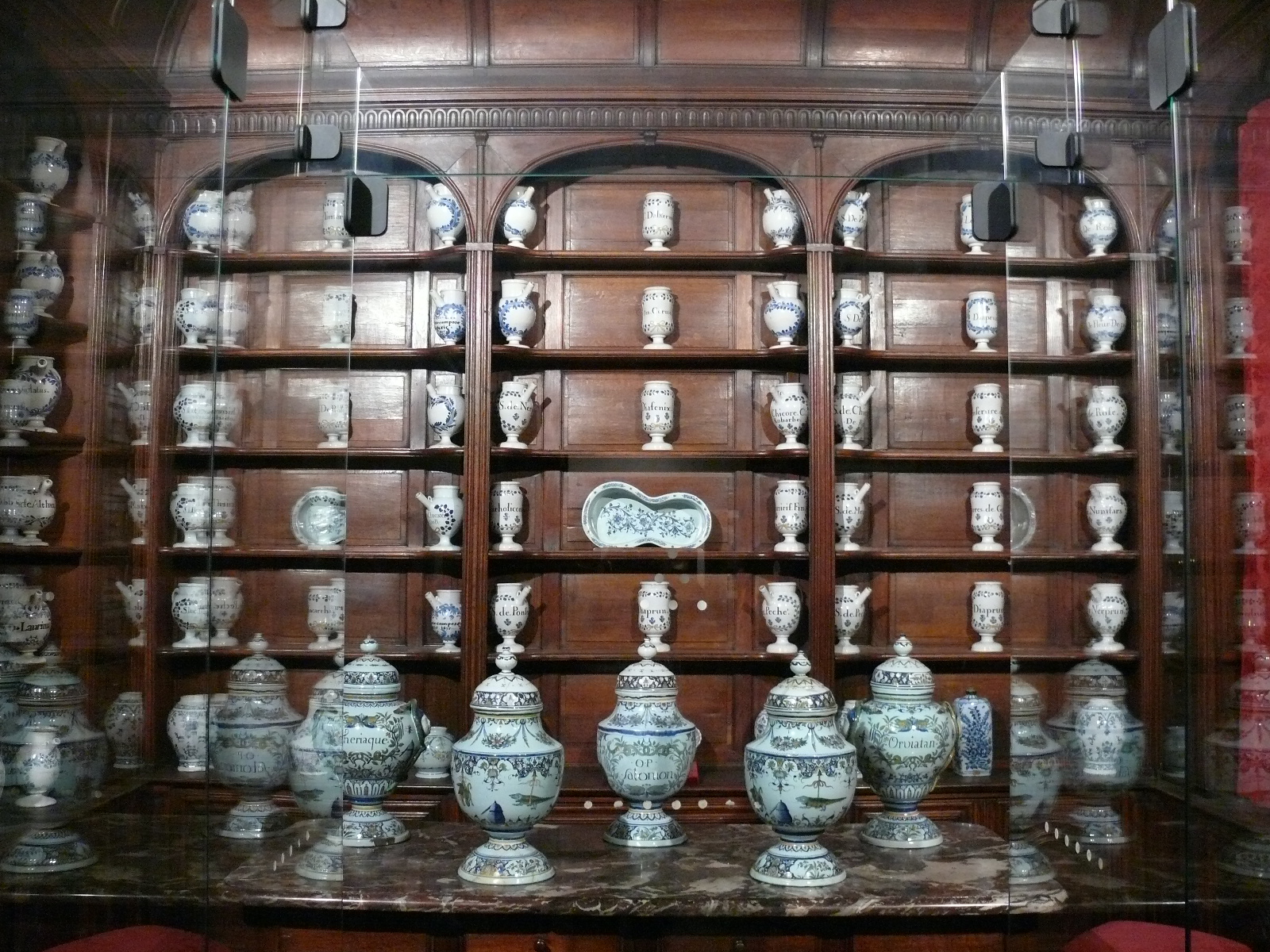
L'apothicairerie de l'Hôtel-Dieu a été reconstituée au musée d'Art et d'Histoire de Saint-Denis.

En 1710, de nouveaux bâtiments sur le même site sont construits. L'hôtel-Dieu comprend alors 47 lits. L'équipe médicale comporte un médecin, un chirurgien aidé par un maître chirurgien de Paris, une sœur supérieure et des religieuses issues des filles de la charité comme infirmière et une apothicairesse. La clientèle est ciblée, ne sont en effet admis ni les enfants, ni les femmes enceintes, ni les vieillards et ni les malades supposés contagieux.
Le 1er janvier 1769, est ouvert dans une ancienne tannerie sur l’emplacement des halles actuelles, une maison de mendicité. Appelée « hôpital », son activité s’assimilait plus à celle d’une prison ; les conditions de détention y étaient épouvantables, la mortalité élevée. Jusqu’en 1896, ses pensionnaires exerceront la fonction d’éboueurs de la ville. Cet hôpital sera détruit en 1890.
Donc en 1789, cohabitent l’Hôtel-Dieu, l’hôpital mais aussi de petites structures d’accueil disséminées dans les divers couvents de la ville. Avec la laïcisation, l’Hôtel-Dieu change d’appellation pour la maison d’humanité de Franciade, Franciade est le nom pris par la ville de Saint-Denis pendant la période révolutionnaire, puis Hospice civil de Saint-Denis.
En 1795, un hôpital militaire s’installe dans l’abbaye de Saint-Denis.
Le bâtiment de l'Hôtel-Dieu est détruit en 1907. Son apothicairerie est conservée au musée d'Art et d'Histoire de Saint-Denis. Sur le site existent aujourd'hui des écoles et la médiathèque centrale de Saint-Denis.

### XIXesiècle: «l’hôpital hospice» sur le site actuel de l’hôpital Casanova

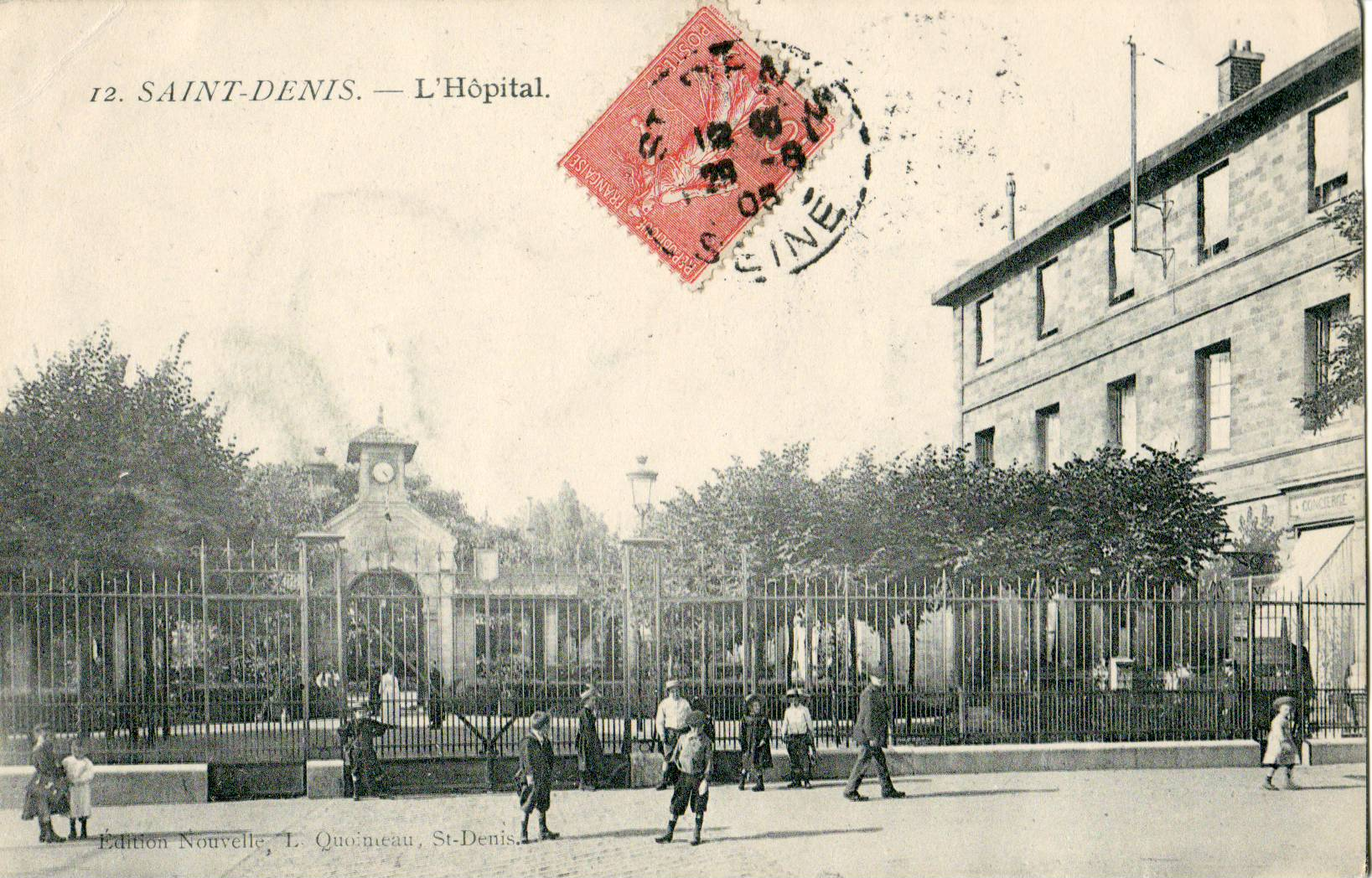
L'entrée de l'Hôpital-Hospice, au début du XXe siècle.

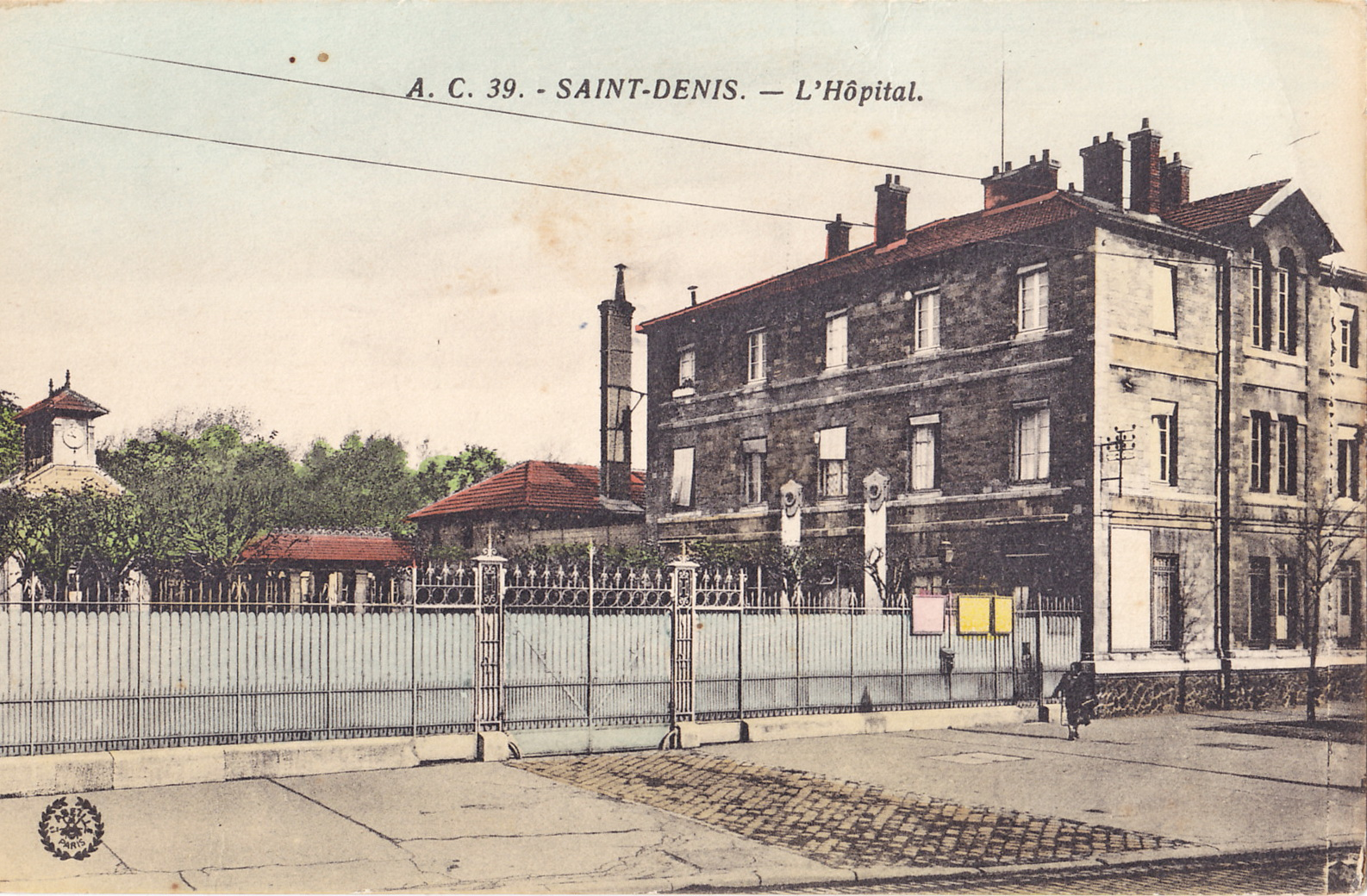
Le pavillon d'entrée de l'Hôpital-Hospice, à la même époque.

En octobre 1881, un hôpital (64 lits de médecine)  et un hospice de 36 lits ouvrent sur le site actuel de l’hôpital de Casanova.
En mars 1904, un hôpital militaire s’installe dans un des pavillons. C’est à l’hôpital de Saint-Denis qu’aura lieu la première vaccination antirabique par Louis Pasteur. Pratiquée trop tard, elle ne permettra pas la guérison du patient et n’est donc pas entrée dans l’histoire de la médecine.

## XIXe–XXesiècles: les hôpitaux sur les sites de Delafontaine et Casanova

### XXesiècle: Les hôpitaux de Saint-Denis
«Les hôpitaux de Saint-Denis» se constituent avec la construction d’un hôpital sur le site de Delafontaine, la rénovation de l’hôpital Casanova, la création d’écoles d’infirmières et d’aides soignantes puis le rattachement d’unités de pédopsychiatrie et toxicomanie. De 1986 à 1998, le centre hospitalier a exploité la clinique Victor Hugo à Pierrefitte pour des activités de moyen et long séjour qui, depuis, ont été rapatriées sur l’hôpital Casanova.
À cette époque, l'établissement compte près de 1000 lits
Les hôpitaux de Saint-Denis ont été dirigés par Guy Piau puis par Dominique Acker (actuellement[Quand ?] Conseillère générale des hôpitaux) et enfin à la fin des années 90 par Yves Grosjean.

#### XXIesiècle: le Centre hospitalier de Saint-Denis
À la fin des années 1990, les hôpitaux de Saint-Denis ont adopté la dénomination centre hospitalier de Saint-Denis.
Environ 720 lits d’hospitalisation sont ouverts en 2005 avec une proportion de lits d’hospitalisation à la journée et à la semaine en sensible augmentation. Dans le cadre du programme de restructuration immobilière du site Delafontaine, il est prévu une amélioration des conditions d’hospitalisation avec des chambres équipées de salles de bains et toilettes.
Le centre hospitalier doit faire face à la pandémie de Covid-19, qui touche durement la population de la Seine-Saint-Denis. Un mémorial est inauguré en décembre 2023.

#### Maison des Femmes
Après la pose d'une première pierre le 8 mars 2014, la Maison des Femmes est inaugurée le 8 juillet 2016 avec le parrainage de la chanteuse et actrice malienne  Inna Modja.
Sa fondatrice Ghada Hatem-Gantzer obtient des financements auprès des collectivités mais aussi de nombreuses fondations privées, et de l’État
Directement accessible depuis la rue, la Maison des Femmes s'articule autour de trois unités de soins :
- une unité du planning familial, pour le conseil et l'écoute en matière de contraception et d'IVG ainsi que pour la réalisation d'IVG médicales ou chirurgicales;
- une unité dédiée aux violences faites aux femmes (viols, agressions, incestes, mutilations, violences conjugales);
- une unité de soins pour les femmes excisées.

À ces trois unités de soins s'ajoutent l'intervention d'associations et de bénévoles pour le volet social et juridique, un accompagnement policier et des groupes de paroles.
La maison des femmes est un lieu d'accueil, de consultation, de prévention et d'orientation pour toutes les femmes en difficulté, qu'elles soient confrontées à une grossesse non désirée, à des violences conjugales, au mariage forcé ou à l'excision. C'est la première structure en France qui prend en charge de façon globale (médicale, sociale, juridique, psychologique, post-traumatique) les violences faites aux femmes.

## Moyens d'accès
Il est accessible par la ligne 1 du tramway d'Île-de-France à la station Hôpital Delafontaine.